# San Francesco dei Cocchieri (Nápoly)
A San Francesco dei Cocchieri templom Nápoly történelmi központjában.

## Története
A templomot a kocsisok kongregációja alapította a 17. században. A barokk stílusban épült templom érdekessége a háromszögű timpanon, amelybe beleépítették a harangtartót. Mindezt egy második, félköríves timpanon koronázza meg. A bejárat bal oldalán egy kis utcai oltár áll Szent Ferenc és a Gyermek Jézus szobrával. A templombelső egyterű. Mivel évtizedek óta elhanyagolt állapotban van, egykori műkincseinek nagy részét ellopták. Jelenleg nem látogatható, restaurálásra vár.